# تومازو کوستانتینو
تومازو کوستانتینو (ایتالیایی: Tommaso Costantino؛  ‏ تلفظ ایتالیایی: [tomˈmaːzo]؛ ‏ ۲۳ ژوئن ۱۸۸۵ – ۲۸ فوریهٔ ۱۹۵۰) ورزشکار شمشیربازی اهل ایتالیا بود.
وی در مسابقات کشوری و بین‌المللی در مجموع برندهٔ ۲ مدال طلا شده‌است.